# 土耳其共产党/马列（毛主义党中心）
土耳其共产党/马列（毛主义党中心）（土耳其语：Türkiye Komünist Partisi/Marksist-Leninist (Maoist Parti Merkezi)）是土耳其的一个秘密的共产主义政党。该党成立于1987年，分裂自土耳其共产党/马列。该党主张运用武力推翻土耳其政府。